# Rick Larsen

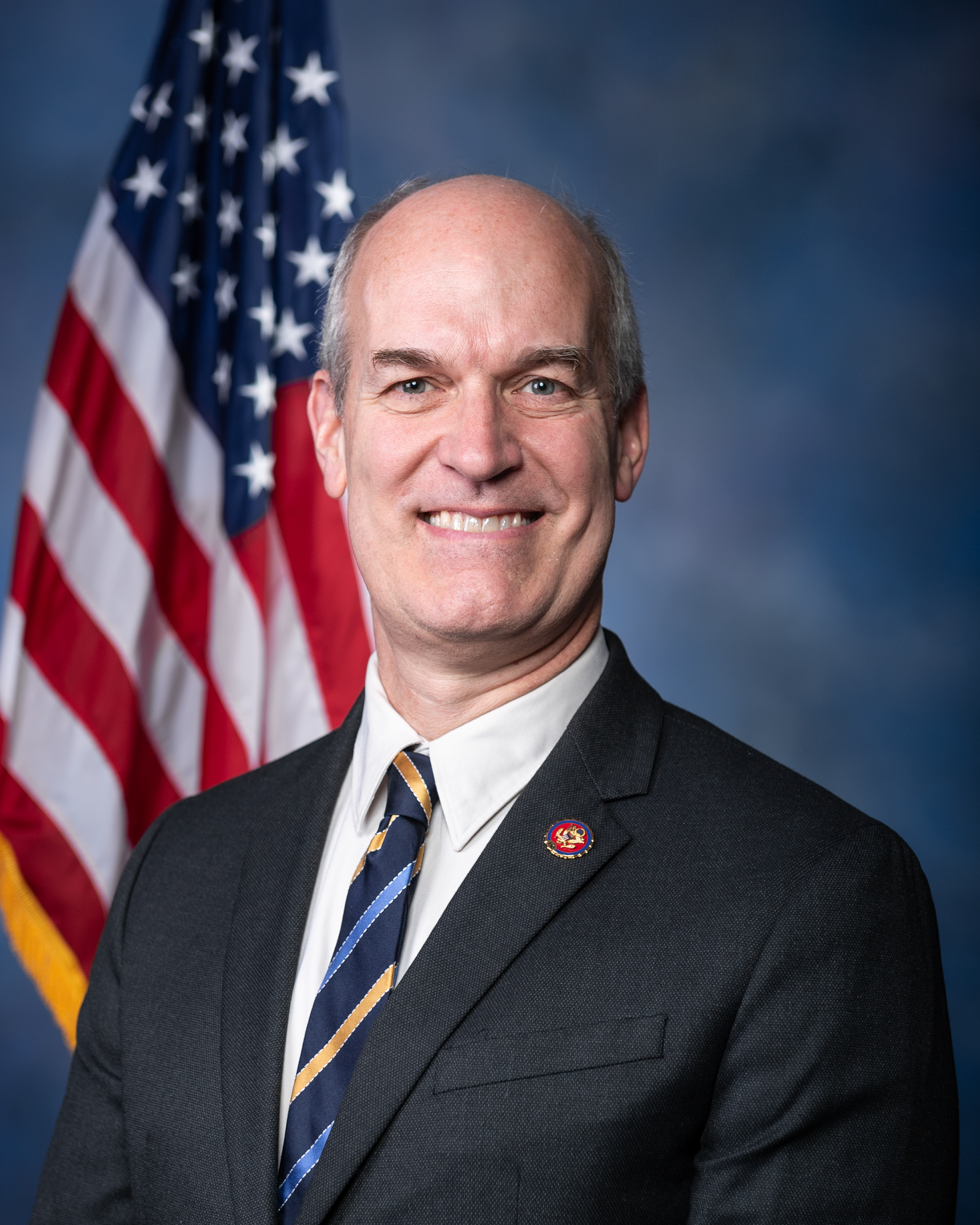
Rick Larsen (2019)

Richard Ray „Rick“ Larsen (* 15. Juni 1965 in Arlington, Snohomish County, Washington) ist ein US-amerikanischer Politiker der Demokratischen Partei. Seit Januar 2001 vertritt er den zweiten Distrikt des Bundesstaats Washington im US-Repräsentantenhaus.

## Werdegang
Rick Larsen besuchte die Arlington High School in seiner Heimatstadt. Danach studierte er bis 1987 an der Pacific Lutheran University in Tacoma, wo er einen Bachelor of Arts erlangte. Im Anschluss studierte er bis 1990 an der University of Minnesota, dort beendete er sein Studium mit einem Master of Public Administration.
Mit seiner Ehefrau Tiia lebt er in Everett (Washington). Das Paar hat zwei gemeinsame Söhne.

## Politik
Politisch schloss er sich der Demokratischen Partei an. Zwischen 1998 und 2000 war er Mitglied im County Council des Snohomish County.
Bei den Kongresswahlen des Jahres 2000 wurde Larsen im zweiten Kongresswahlbezirk seines Heimatstaates in das US-Repräsentantenhaus gewählt. Dort trat er am 3. Januar 2001 die Nachfolge des Republikaners Jack Metcalf an. Er siegte mit 50 % gegen John Koster von der Republikanischen Partei, Stuart Andrews von der Libertarian Party sowie Glen S. Johnson von der Natural Law Party. Nachdem er bei allen folgenden zwölf Wahlen von 2002 bis 2024 bestätigt wurde, übt er sein Mandat bis heute aus. Er wurde stets mit mehr als 50 % der Stimmen wiedergewählt. Sein bestes Ergebnis erzielte er bei den Wahlen 2004 mit 71,3 % als er lediglich gegen den Libertären Brian Luke antrat, das schlechteste Wiederwahlergebnis hatte er im Jahr 2002 mit 50,1 Prozent der Stimmen.
Larsens aktuelle Legislaturperiode im Repräsentantenhaus des 119. Kongresses läuft bis zum 3. Januar 2027.

### Ausschüsse
Larsen ist aktuell Mitglied in folgenden Ausschüssen des Repräsentantenhauses:
- Committee on Transportation and Infrastructure

Larsen war zuvor Mitglied im Committee on Armed Services. Er ist außerdem Mitglied in der New Democrat Coalition sowie über 40 weiterer Caucuses.

### Positionen
Er unterstützte die Gesundheitsreform von Präsident Barack Obama und dessen Plan eines Truppenabzugs aus dem Irak. Ursprünglich stimmte er im Oktober 2002 gegen den Irakkrieg. Danach hat er aber fast allen Regierungsanträgen hinsichtlich der Politik im Irak und in Afghanistan zugestimmt.